# Obernschreez
Obernschreez ist ein Gemeindeteil der Gemeinde Haag im Landkreis Bayreuth (Oberfranken, Bayern). Die Gemarkung Obernschreez hat eine Fläche von 3,704 km². Sie ist in 412 Flurstücke aufgeteilt, die eine durchschnittliche Flurstücksfläche von 8990,84 m² haben. In ihr liegen neben dem namensgebenden Ort die Gemeindeteile Culmberg und Gosen.

## Geografie
Das Dorf liegt am Fuße des Sophienberges (594 m ü. NHN). Gemeindeverbindungsstraßen führen nach Unternschreez (1,2 km östlich), nach Rödensdorf (1,2 km nördlich), nach Culmberg (1 km westlich) und nach Gosen (1 km südwestlich).

## Geschichte
Gegen Ende des 18. Jahrhunderts gab es in Obernschreez 10 Anwesen (5 Halbhöfe, 2 Viertelhöfe, 2 Achtelhöfe, 1 Wohnhaus mit Zapfenschenke). Die Hochgerichtsbarkeit stand dem bayreuthischen Stadtvogteiamt Bayreuth zu. Die Dorf- und Gemeindeherrschaft sowie die Grundherrschaft über sämtliche Anwesen hatte das Hofkastenamt Bayreuth.
Von 1797 bis 1810 unterstand der Ort dem Justiz- und Kammeramt Bayreuth. Nachdem im Jahr 1810 das Königreich Bayern das Fürstentum Bayreuth käuflich erworben hatte, wurde Obernschreez bayerisch. Infolge des Gemeindeedikts wurde Obernschreez dem 1812 gebildeten Steuerdistrikt Haag zugewiesen. Zugleich entstand die Ruralgemeinde Obernschreez. Sie war in Verwaltung und Gerichtsbarkeit dem Landgericht Bayreuth zugeordnet und in der Finanzverwaltung dem Rentamt Bayreuth (1919 in Finanzamt Bayreuth umbenannt). Mit dem Gemeindeedikt von 1818 wurden die Gemeinden Culmberg und Gosen eingegliedert. Ab 1862 gehörte Obernschreez zum Bezirksamt Bayreuth (1939 in Landkreis Bayreuth umbenannt). Die Gerichtsbarkeit blieb beim Landgericht Bayreuth (1879 in Amtsgericht Bayreuth umgewandelt). Die Gemeinde hatte eine Gebietsfläche von 3,766 km². Am 1. April 1939 wurde sie in die neu gebildete Gemeinde Schreez eingegliedert. Im Zuge der Gebietsreform in Bayern wurde diese am 1. Mai 1978 nach Haag eingemeindet.

### Einwohnerentwicklung

#### Gemeinde Obernschreez
| Jahr      | 1822  | 1840   | 1852   | 1855   | 1861   | 1867   | 1871   | 1875   | 1880   | 1885   | 1890   | 1895   | 1900   | 1905   | 1910   | 1919   | 1925  | 1933   |
| Einwohner | 171   | 196    | 182    | 170    | 177    | 177    | 175    | 182    | 191    | 188    | 180    | 172    | 186    | 176    | 168    | 171    | 156   | 145    |
| Häuser    | 22    |        |        |        |        |        | 24     |        |        | 25     |        |        | 25     |        |        |        | 26    |        |
| Quelle    | [ 7 ] | [ 13 ] | [ 13 ] | [ 13 ] | [ 14 ] | [ 13 ] | [ 15 ] | [ 13 ] | [ 13 ] | [ 16 ] | [ 13 ] | [ 13 ] | [ 17 ] | [ 13 ] | [ 13 ] | [ 13 ] | [ 8 ] | [ 13 ] |

#### Ort Obernschreez
| Jahr      | 001819 | 001822 | 001861 | 001871 | 001885 | 001900 | 001925 | 001950 | 001961 | 001970 | 001987 |
| Einwohner | 66     | 75     | 84     | 90     | 89     | 88     | 71     | 118    | 70     | 68     | 49     |
| Häuser    |        | 9      |        |        | 12     | 12     | 13     | 12     | 11     |        | 12     |
| Quelle    | [ 18 ] | [ 7 ]  | [ 14 ] | [ 15 ] | [ 16 ] | [ 17 ] | [ 8 ]  | [ 19 ] | [ 20 ] | [ 21 ] | [ 1 ]  |

## Religion
Obernschreez ist seit der Reformation evangelisch-lutherisch geprägt und nach St. Marien (Gesees) gepfarrt.